# Diamant-Sutra

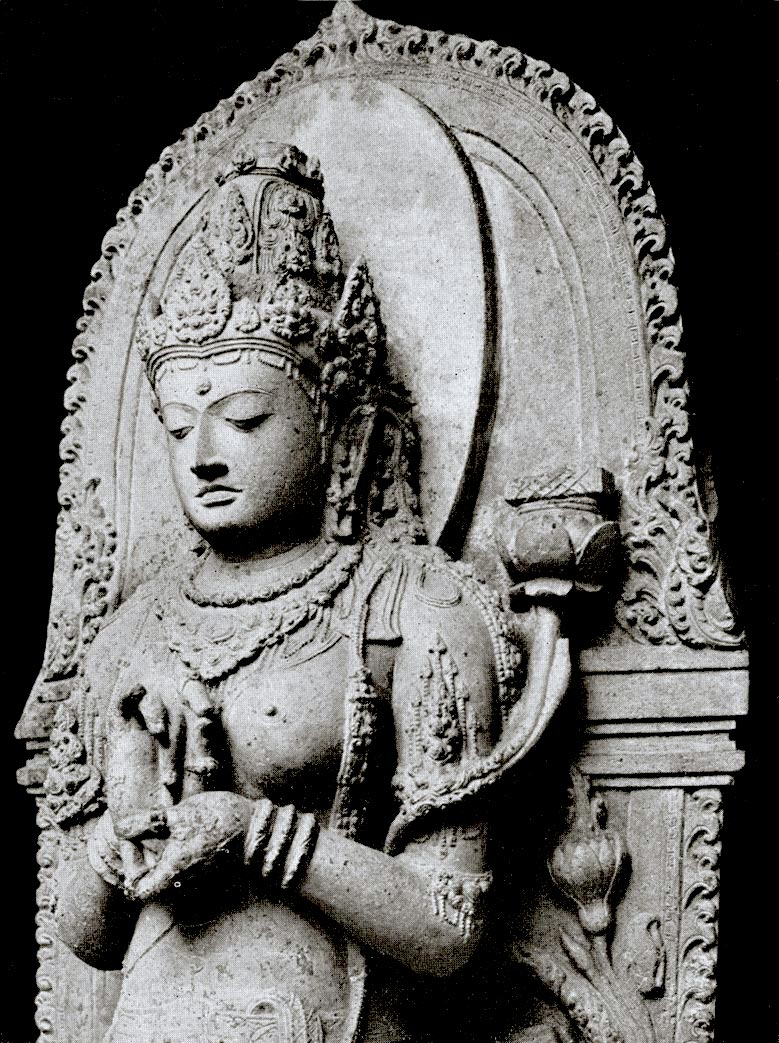
Prajnaparamita-Bodhisattva (Java, Indonesien)

Das Diamant-Sutra ist ein Sutra, das etwa im 1. Jahrhundert n. Chr. verfasst wurde und zu den wichtigsten Texten des Mahayana-Buddhismus zählt. Es ist Bestandteil der „Prajnaparamita-Sutras“ (sanskr. prajnaparamita = „Vollkommenheit der Weisheit“). Das Diamant-Sutra hat in den verschiedensten asiatischen Ländern schon früh eine weite Verbreitung gefunden. Die erste Druckversion stammt aus Tibet, sie wurde als Holztafeldruck hergestellt und ist vom 11. Mai 868 datiert. Der Holztafeldruck wurde im Jahr 1907 von dem Archäologen Aurel Stein in den Mogao-Grotten bei der heute chinesischen Stadt Dunhuang entdeckt.

## Titel und Bezeichnungen
Der vollständige Titel des Sutra lautet Vajracchedika Prajnaparamita und bedeutet wörtlich „Diamant spaltende Vollkommenheit der Weisheit“. Gemeint ist eine Vollkommenheit der Weisheit, die so scharf ist, dass sie einen Diamanten spalten kann.
Bezeichnungen des Diamant-Sutra in verschiedenen Sprachen:
- Sanskrit: वज्रच्छेदिकाप्रज्ञापारमितासूत्र Vajracchedikā-prajñāpāramitā-sūtra
- Chinesisch: 金剛般若波羅蜜多經 / 金刚般若波罗蜜经,  jīngāng bōrěbōluómìduō jīng; kurz: 金剛經 / 金刚经,  jīngāng jīng
- Japanisch: Kongō hannya haramitsu kyō; kurz: Kongō-kyō
- Mandschurisch: enduringge wacir i lashalara sure i cargi dalin de akūnaha gebungge amba kulge i nomun ᡝᠨᡵᡠᡩᡳᠩᡤᡝ
ᠸᠠᠴᡳᡵ ᡳ
ᠯᠠᠰᡥᠠᠯᠠᡵᠠ
ᠰᡠᡵᡝ ᡳ
ᠴᠠᡵᡤᡳ
ᡩᠠᠯᡳᠨ ᡩᡝ
ᠠᡴᡡᠨᠠᡥᠠ
ᡤᡝᠪᡠᠩᡤᡝ
ᠠᠮᠪᠠ
ᡴᡠᠯᡤᡝ ᡳ
ᠨᠣᠮᡠᠨ

## Form
Das relativ lange Diamant-Sutra untergliedert sich in 32 Abschnitte. Die Rezitation des gesamten Sutra nimmt etwa 45 Minuten in Anspruch. Das Sutra ist ein durch Fragen und Antworten strukturierter Dialog zwischen „Subhuti“, einem erfahrenen Schüler des Buddha, und dem Buddha selbst. Formal bemerkenswert ist auch die modern anmutende selbstreflexive Qualität des Sutra: im Sutra wird über das Sutra, seine segensreichen Auswirkungen und auch seine künftige Rezeption gesprochen. Der Text thematisiert sich also selbst.

## Inhalt

### Die Illusion durchschneiden

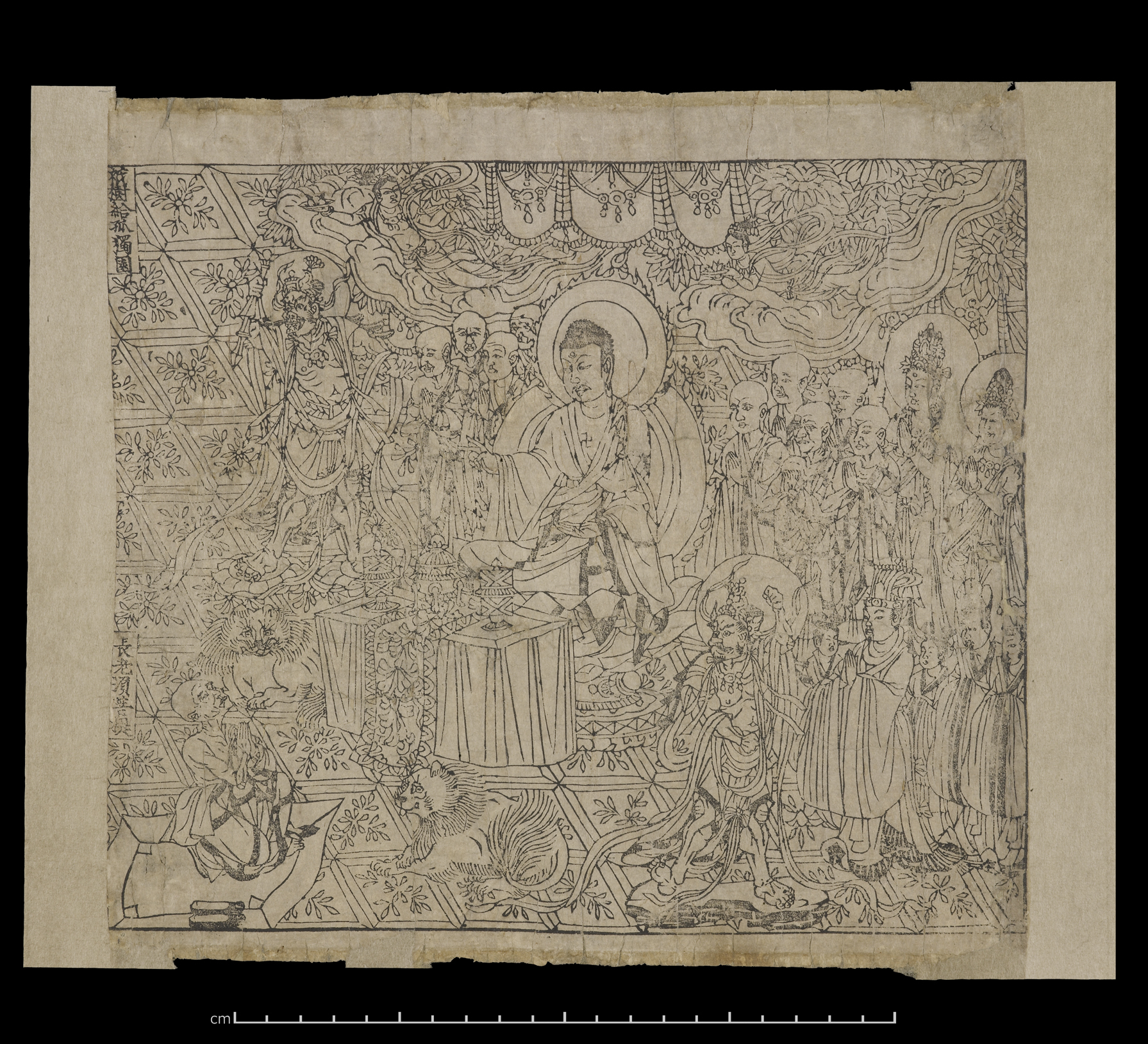
Diamant-Sutra, chinesischer Holzschnitt, 868 n. Chr. (British Museum, London)

Das Sutra soll auf einer Predigt basieren, die Buddha im Jetavana in Shravasti gehalten hat. Dabei beantwortet er Fragen seines Anhängers Subhūti.
„Form ist Leerheit – Leerheit ist Form“: Der buddhistische Kerngedanke aus dem Herz-Sutra zieht sich (wenn auch nicht explizit) wie ein roter Faden auch durch das Diamant-Sutra. Nach der Lehre des Buddha existieren zwei Wirklichkeiten/zwei Wahrheiten: 1.) einerseits die Welt der Form, die Welt der sinnlich erfahrbaren Phänomene, die Welt der in Zeichen und Begriffen geronnenen trügerischen, da einseitigen, Wahrnehmungen und 2.) auf der anderen Seite: die Welt der Leerheit (Shunyata), die Welt der „Soheit“, eine Sphäre jenseits der Form, jenseits von Geburt und Tod, Anfang und Ende, Selbst und Nichtselbst, eine Welt jenseits aller Begriffe. Der Buddha beschränkt sich jedoch nicht darauf, diese beiden Wirklichkeiten einander gegenüberzustellen. Form und Leerheit sind letztlich eins, es gibt keine Dualität von Form und Nicht-Form – beide sind Ausdrucksformen ein und derselben Wirklichkeit, zwei Gesichter ein und der gleichen Welt.
Ein Gleichnis, das diesen Gedanken illustriert, lautet so: Eine Welle im Ozean ist nur scheinbar ein isoliertes, selbsthaftes Phänomen – sie ist Teil des Ozeans, geht aus ihm hervor. Die Welle besteht also letztlich ausschließlich aus Elementen, die Nicht-Welle sind (Form ist Leerheit). Trotzdem geht die Welle nicht völlig im Ozean auf, sie bleibt trotz ihres Eingebettet-Seins in den Ozean des Universellen eine Welle, ein individuell existentes Phänomen (Leerheit ist Form).
Diese Kernaussage wird im Diamant-Sutra in zahlreichen Varianten ausgebreitet. Das Sutra fordert dazu auf, hinter die Oberfläche der Phänomene zu schauen und die Illusion zu durchschauen, die Wirklichkeit erschöpfe sich in der Oberfläche der sinnlich erfahrbaren und begrifflich fixierbaren Phänomene. Darum lautet der eigentliche Titel des Sutra auch korrekt und vollständig übersetzt: „Der Diamant, der die Illusion durchschneidet“ (vajracchedika sutra). Der Diamant – das ist die Lehre des Buddha, und eigentlich sind es mehrere Illusionen, die in diesem Sutra durchschnitten werden:
- die Illusion, man habe eine unabhängige Selbstexistenz, sei getrennt und unabhängig,
- ferner die Illusion, man könne die wahre Natur des Seins mittels Zeichen (Begriffen) erfassen, aber letztlich auch
- die Illusion, man ginge völlig in der Leerheit auf und habe jenseits davon keinerlei Existenz. „Form ist Leerheit – Leerheit ist Form“.

Die Intention dieser Lehre ist, der Einengung durch die Grenzen der Sprache zu entgehen – die rätselhaften Paradoxa des Diamant-Sutras zielen auf eine alle Logik sprengende und alle Begriffe transzendierende Weisheit. „Subhuti, du musst wissen, dass die Bedeutung dieses Sutras jenseits von Gedanken und Worten liegt“.

### Vier falsche Wahrnehmungen
Die Lehre des Buddha hat viele philosophische Elemente. Daher wird im Buddhismus auch der menschliche Wahrnehmungsakt immer wieder problematisiert und in Frage gestellt: Was sehen wir? Sehen wir die wahre Natur der Dinge oder nur unsere Vorstellungen/Bilder/Zeichen der Dinge? Im Diamant-Sutra sind es Vier Falsche Vorstellungen/Wahrnehmungen, die immer wieder angesprochen werden:
- die Vorstellung von einem Selbst (abgetrenntes, für sich stehendes Selbst)
- die Vorstellung von einer Person (Trennung von Mensch und Nicht-Mensch)
- die Vorstellung von einem Lebewesen (Trennung von belebter und unbelebter Materie)
- die Vorstellung von einer Lebensspanne (Geburt und Tod)

Alle diese Vorstellungen sind der Sphäre der Phänomene verhaftet, verbleiben im Bereich begrifflich-rationaler Unterscheidung und verfehlen damit die wahre Natur der Dinge, die diese Vorstellungen überschreitet.
Das Diamant-Sutra endet in der Aufforderung des Buddha, die nicht der Realität entsprechenden Wahrnehmungsarten zu überwinden und alle Erscheinungen als leer zu betrachten (Form ist Leerheit – Leerheit ist Form):
„Wie einen Stern, eine Luftspiegelung, eine Butterlampe,

wie Illusion, Tautropfen, Luftblasen im Wasser,

wie einen Traum, einen Blitz, eine Wolke -

so sieh alles an, was zusammengesetzt ist.“

### Die Dialektik des Diamant-Sutra
Formulierungen wie die folgende finden sich in fast allen Abschnitten des Sutra: „Das, was alles Dharmas (Phänomene) genannt wird, sind in Wirklichkeit alles Nicht-Dharmas. Darum werden Sie alle Dharmas genannt.“ Der paradoxe Dreischritt all dieser Sätze entspricht ungefähr folgendem Schema:
- 1) Was man A nennt 2) ist nicht A 3) und deshalb wird es A genannt.

Diese Paradoxie hat der vietnamesische Zen-Meister Thich Nhat Hanh in seinem Kommentar zum Sutra wie folgt aufgelöst:
- 1) „Betrachten wir A ganz sorgfältig und genau 2) und erkennen wir, dass A nicht A ist, 3) dann sehen wir A in seiner höchsten Blüte“ (Das Diamant-Sutra, S. 59).

Oder anders formuliert:
- 1) „Betrachten wir eingehend ein Dharma 2) und sehen alles darin, was nicht dieses Dharma ist, 3) dann beginnen wir dieses Dharma zu sehen.“ (Ebenda, S. 69)
- Oder: „Können wir bei der Betrachtung einer Rose die Nicht-Rose-Elemente sehen, dann ist es für uns ungefährlich, das Wort Rose zu benutzen.“ (Ebenda, S. 117)

Die Paradoxie löst sich in dem Moment auf, in dem klar wird, dass diese Sätze zwischen den eingangs erwähnten Realitäten hin- und herspringen, sich jeweils auf andere Wahrheiten, oder besser: andere Seiten/Aspekte der gleichen Wahrheit beziehen.

## Druckversion aus dem Jahr 868
Aurel Stein entdeckte im Jahr 1907 eine Druckversion des Sutra während seiner zweiten großen Expedition in Nordchina in den Mogao-Grotten bei Dunhuang. Bei diesem Fund, der als ältestes weltweit erhaltenes, d. h. mit Sicherheit zu datierendes, Exemplar des Buchdrucks gilt, sind einzelne Papierbogen mittels mehrerer Blöcke bedruckt und danach zu einer etwa 530 cm langen Rolle zusammengefügt worden. Dem Druck zugrunde liegt die erste Übersetzung des Kumārajīva, die dieser zwischen 405 und 413 anfertigte.
Das Titelbild zeigt einen predigenden, auf einem Lotosthron unter einem Baldachin sitzenden Buddha. Auf der Brust trägt er einen linksläufigen Swastika, im Chinesischen ein Symbol der Unendlichkeit, im ostasiatischen Buddhismus für die Weitergabe der Buddha-Natur. Mit der rechten Hand führt er die Kartari-Mudra (dt. „Scheren-Geste“) aus. Zwei Bodhisattvas lagern auf Wolken, zwei weitere flankieren rechts eine Gruppe von Mönchen. Zwei Schutzgötter und die Löwen zu ihren Füßen wachen am Tisch, auf dem Opfergaben liegen. Davor kniet ein Jünger des Buddha, der, wie der unteren Inschrift am linken Bildrand zu entnehmen ist, der Abt Subhuti ist, einer der zehn Hauptjünger. Von rechts nähert sich ein König mit seinem Gefolge, der dem Buddha huldigen möchte. Aus der oberen Inschrift am linken Bildrand geht hervor, dass der Buddha im Jetavana-Tempelgarten in der Nähe von Shravasti predigt.
Der von oben nach unten und in Zeilen von rechts nach links zu lesende Text enthält als erstes eine Ermahnung an die Gläubigen, ein Mantra der Mundreinigung aufzusagen. Dieses in Sanskrit mit chinesischen Zeichen umschriebene Mantra folgt darauf. Anschließend wird der Vajra, nach dem das Sutra benannt ist, mit acht verschiedenen Epitheta angerufen. Danach erst wird der Titel des Sutra genannt, und dieses gebracht. Später im Text folgt ein philosophisches Zwiegespräch über die Leerheit zwischen dem Buddha Shakyamuni und Subhuti. Der Druck schließt mit Gebetsformeln (Dharani) und dem Kolophon „Ehrfürchtig hergestellt zur allgemeinen freien Verteilung von Wang Chieh, zu Ehren seiner beiden Eltern am 15. des 4. Monats des 9. Jahres der Regierungsperiode Hsien-t`ung“ ab.

## Sino-japanische Ausgaben
In Japan existieren mehrere Abschriften aus dem 4. Jahr Tempyō 732:
- Nanjio-Kanonkatalog [NJ] 10; Taishō VIII, 748c.17-752c.7: Übersetzung des Kumārajīva (späte Qin-Dynastie 384-417) 14 Blätter in 2 Faszikeln (ch. W.-G.: Chin-kang-ching; jp.: Kogō-kyō)
- Nanjio-Kanonkatalog [NJ] 11: Übersetzung des Bodhiruci (Nördliche Wei-Dynastie) 12. Kapitel, 17 Blatt, 1 Faszikel
- Nanjio-Kanonkatalog [NJ] 12: übs. von Paramārtha (jp.: Shin tai) † 1. Jahr Datjiän der Ch'in-Dynastie, 71 Jahre alt. Abschrift 1 Faszikel
- Nanjio-Kanonkatalog [NJ] 13: übersetzt von Xuanzang.
- Nanjio-Kanonkatalog [NJ] 14: übs. von Yì Jìng (Tang-Dynastie), vgl. NJ 15
- Nanjio-Kanonkatalog [NJ] 15: übs. von Dharmagupta, Sui-Dynastie, die wörtlichste aller Übertragungen. Daher genauer Titel Vajracchedikā-prajñāpāramitā-sūtra (Diamant-schneidende-Weisheits-Paramitta-Sutra, jp.: Kongō hannya haramitsu-kyō)

Gleichzeitig ist es das neunte der 16 Sutras, die das japanische Daihannya-kyō ausmachen. Häufig kommentiert u. a. von: Asanga, ins Chinesische übersetzt von Dharmagupta (NJ 1167), dies kommentiert von Vasubandhu, chinesisch von Bodhiruci d. Ä. 509 (NJ 1168). NJ 1192 stammt vermutlich von Guṇada, chinesisch von Dīvakara im Jahr 683. Ein weiterer Kommentar von Asaṇga, chinesisch durch Yì Jìng (NJ 1208) im Jahr 711, der auch NJ 1168 im selben Jahr neu übersetzte (NJ 1231). Die Belehrungen des 4. Tien-tai Patriarchen Zhi Yi (538-597; chinesisch 智顗, Pinyin Zhìyǐ, W.-G. Chih-i), wie immer von seinem Schüler herausgegeben, bilden NJ 1550. Der 5. Huayan Patriarch Zongmi (780-841; 宗密) gab eine summarische Kommentierung (NJ 1630), die von seinem Nachfolger im Jahre 1024 erläutert wurde (NJ 1631). Ein Zen-Kommentar aus der frühen Ming ist NJ 1615.